# George Ritchey

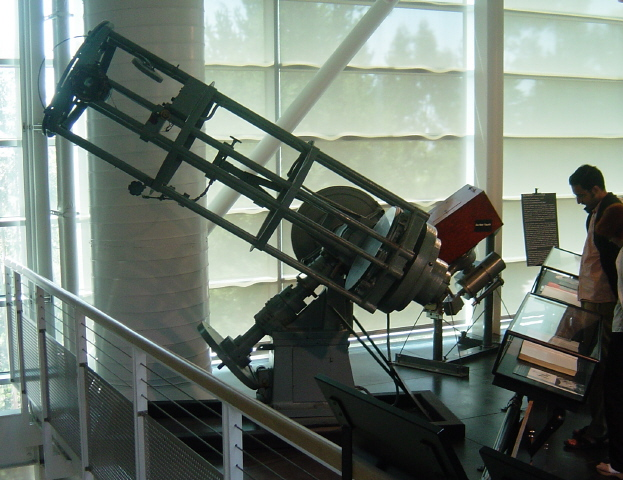
Pierwszy teleskop zbudowany przez George’a Ritcheya (w Obserwatorium Yerkesa) o średnicy głównego zwierciadła (paraboloida f/4) równej 24 cale

Idea teleskopu Ritcheya–Chrétiena: M_{1} i M_{2} – zwierciadła hiperboloidalne, F - ognisko

George Willis Ritchey (ur. 31 grudnia 1864 w Tupper's Plains, Ohio, USA, zm. 4 listopada 1945 w Azusa, Kalifornia, USA) – amerykański konstruktor, optyk i astronom. Współwynalazca teleskopu Ritcheya–Chrétiena.

## Życiorys
Ritchey był synem irlandzkiego imigranta. Początkowo uczył się stolarki meblowej. Studiował na Uniwersytecie w Cincinnati (1883/1884 i 1886/1887) (jeden rok rysunku i projektowania i jeden rok nauk przyrodniczych). W czasie studiów zainteresował się astronomią i zaczął szlifować w domu swoje pierwsze teleskopy. W 1890 roku poznał George’a Ellery'ego Hale’a, dla którego wykonywał drobne prace w prywatnym obserwatorium Hale’a. Pracował w Chicago jako nauczyciel zajęć praktycznych, gdy w 1899 roku Hale zaproponował mu pracę w warsztacie Obserwatorium Yerkesa. W warsztacie tym Ritchey pracował do 1904 roku; tu skonstruował swój pierwszy reflektor w 1901 roku. Za Hale'em przeniósł się do Obserwatorium Mount Wilson. Dwa lata pracował (jako szef projektu) nad nowym 60-calowym teleskopem (154 cm średnicy zwierciadła), który ukończył w 1908 roku. Data oddania tego teleskopu do użytku, 13 grudnia 1908 roku, oznaczała początek nowej ery w astronomii obserwacyjnej: od tego momentu największym teleskopem na świecie był reflektor, a nie refraktor. Największym teleskopem soczewkowym był wtedy (i jest do dziś) refraktor Clarka o średnicy 41 cali (102 cm), działający w tymże Obserwatorium Yerkesa. Jakość zdjęć generowanych przez nowy teleskop znacznie przewyższała wszystko to, co dotychczas znano. W tym czasie, w latach 1901–1905 Ritchey również uczył astronomii na University of Chicago, a w latach 1905–1909 pracował w Solar Observatory of Carnegie Institution.

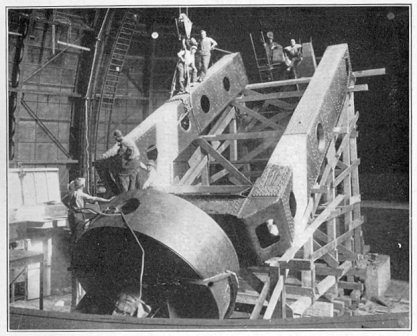
Budowa 100-calowego teleskopu na Mount Wilson

Nad kolejnym, 100-calowym teleskopem (254 cm średnicy zwierciadła, również jako szef projektu) pracował co najmniej 7 lat. Pierwsze zdjęcia tym teleskopem wykonano w 1917 roku. 
W tym czasie, współpracując z francuskim astronomem Henrim Chrétienem (który wizytował Mount Wilson w 1917 roku), opracował projekt nowego, anamorficznego teleskopu, składającego się z dwóch hiperboloidalnych zwierciadeł. Teleskopy o tej konstrukcji są obecnie powszechnie stosowane w profesjonalnej astronomii (w tym np. w Kosmicznym Teleskopie Hubble’a) i nazywają się teleskopami Ritcheya–Chrétiena.
Ritchey naciskał na dyrektora obserwatorium, George’a Hale’a, aby ten pozwolił mu przynajmniej na zbudowanie prototypu teleskopu nowego pomysłu. Hale nie chciał się zgodzić. Konflikt między dwiema osobowościami rósł, aż Hale zwolnił Ritcheya z pracy w 1919 roku. 
Dzięki wsparciu Chrétiena Ritchey w latach 1924–1930 pracował w Obserwatorium Paryskim jako kierownik laboratorium astrofotograficznego. 

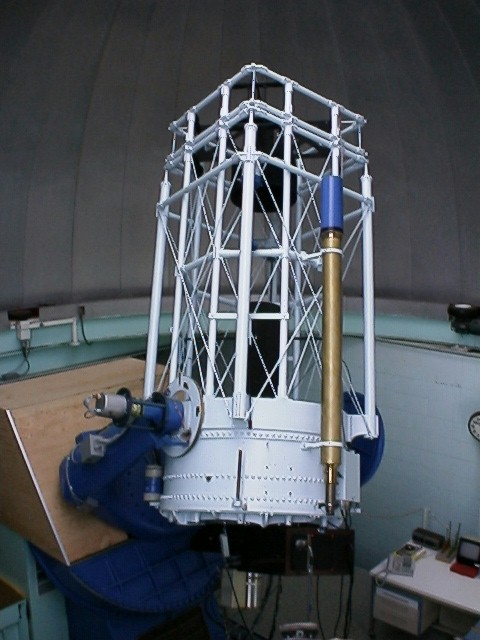
Jedyny teleskop w układzie Ritcheya–Chrétiena skonstruowany przez George’a Ritcheya w 1934 roku dla Obserwatorium Marynarki Wojennej w Waszyngtonie

Ritcheyowi udało się skonstruować jeden teleskop według swojego rewolucyjnego pomysłu. Jest to 40-calowy (1 m średnicy zwierciadła) teleskop skonstruowany w latach 1931–1934 dla Obserwatorium Marynarki Wojennej w Waszyngtonie. Teleskop ten nie odniósł spektakularnego sukcesu, jak się później okazało, przede wszystkim w wyniku zanieczyszczenia powietrza w Waszyngtonie. Po przeniesieniu teleskopu do Obserwatorium w Flagstaff w latach 50. XX wieku okazało się, że jego optyka była niezwykle dobrej jakości.
Resztę życia (po 1934 roku) Ritchey spędził jako sadownik; z trudem zarabiał na życie, uprawiając pomarańcze, cytryny i awokado.
W 1924 roku Ritchey otrzymał nagrodę Prix Jules-Janssen.
Ritchey był również autorem pomysłu komórkowej konstrukcji zwierciadeł teleskopów. Technika ta jest obecnie powszechnie stosowana przy budowie zwierciadeł astronomicznych, szczególnie stosujących optykę aktywną.

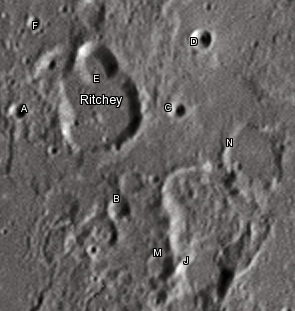
Krater księżycowy Ritchey

## Upamiętnienie
- W 1973 roku na cześć astronoma nazwano jeden z kraterów na Marsie: Ritchey (o średnicy 79 km)
- na jego cześć nazwano również jeden z kraterów na Księżycu.